# Aqueduc de Castries
L’aqueduc de Castries est un ouvrage d'art de 6 822 m de long de la ville de Castries, dans le département français de l'Hérault.

## Historique
Il est construit en 1670 par l’ingénieur Pierre-Paul Riquet, architecte du canal du Midi. Il a été conçu pour alimenter le bassin central et les jardins du château de Castries, à la demande du jardinier en chef des jardins de Versailles André Le Nôtre.
Il conduit les eaux depuis la source de Fontgrand sur une dénivellation totale de trois mètres. Il a été établi selon un schéma mixte, en souterrain, à flanc de colline ou en surélévation sur arcades.
L'aqueduc alimentant le château fait l’objet d’un classement au titre des monuments historiques depuis le 8 septembre 1949.

## Galerie

Aqueduc de Castries
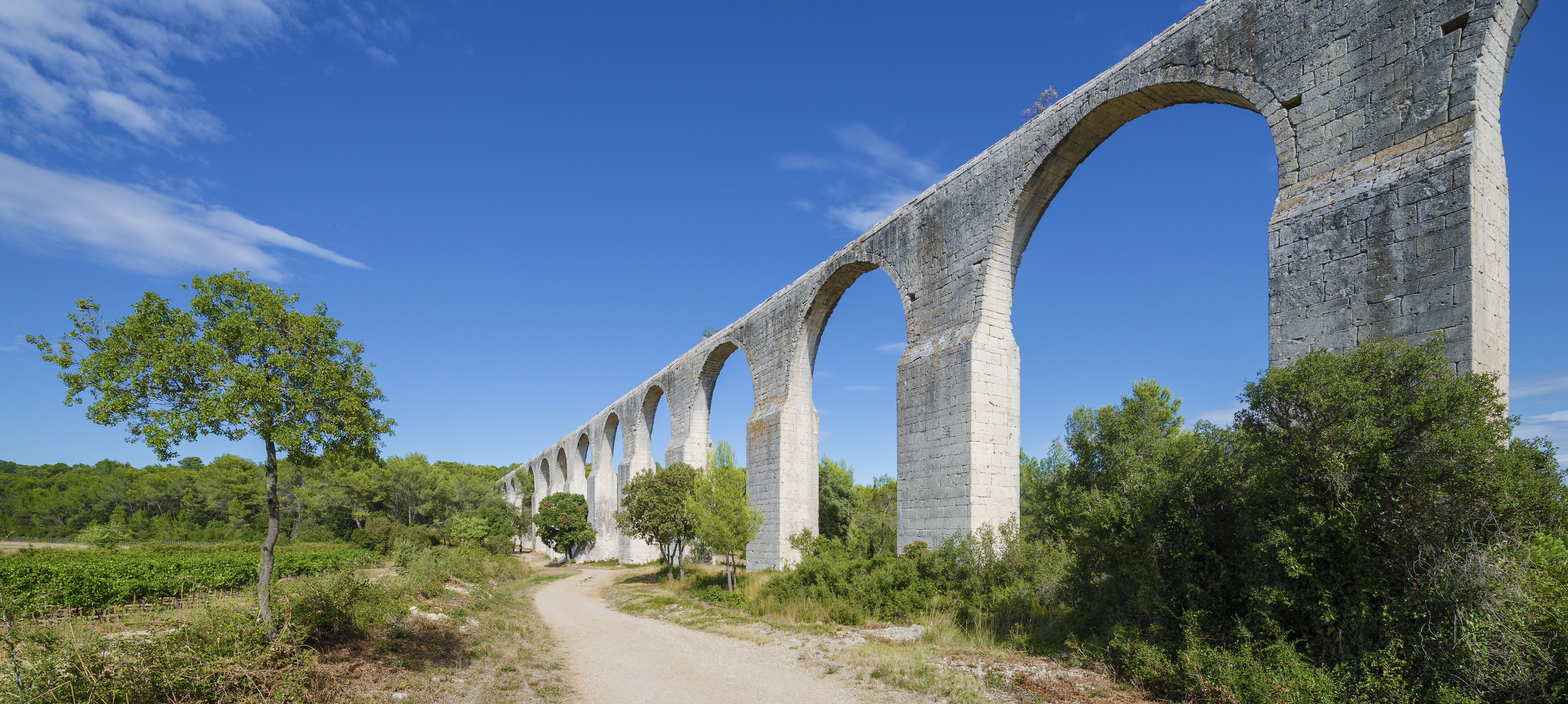
Aqueduc alimentant le château de Castries.
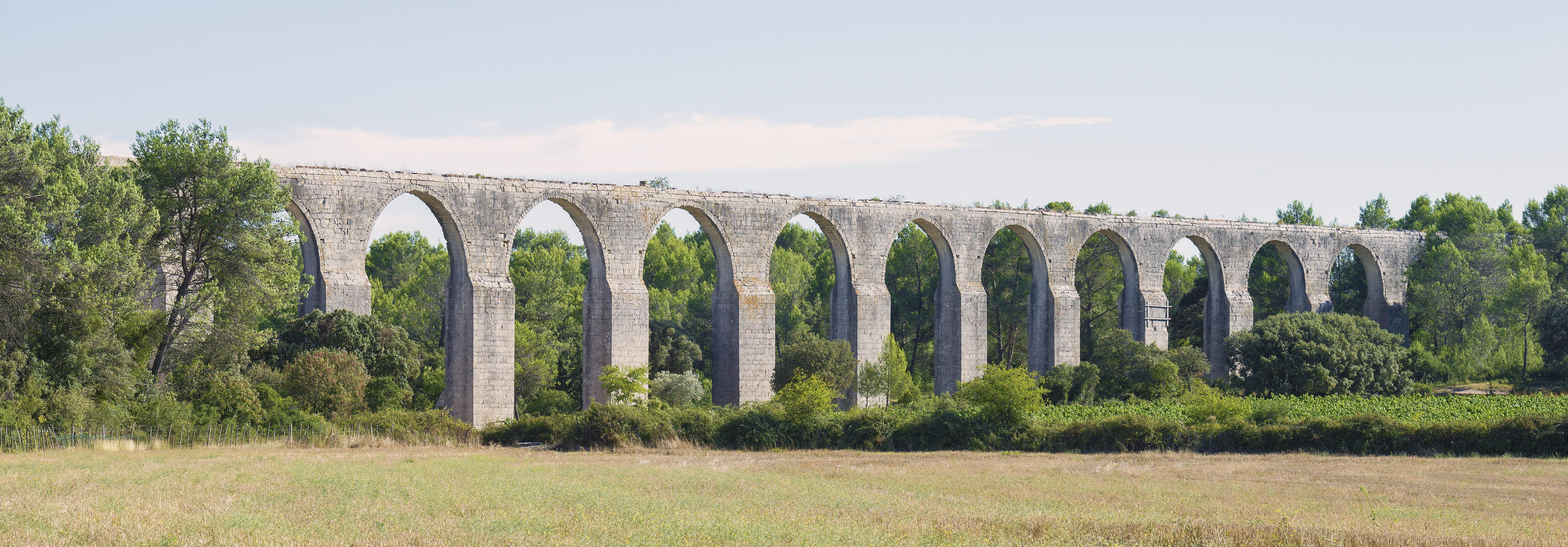
Aqueduc alimentant le château de Castries.